# Серболужицкие фамилии
Десять самых частых серболужицких фамилий (Wenzel, 1987): Beniš, Hanoš, Hanuš, Jenš, Kral, Kuba, Manik, Mětš, Nowa, Rak.
В 1950-х годах существовала пуристская тенденция находить для иностранных имён лужицкий аналог: например, в.-луж. Horisław вместо нем. Helmut. У лужичан широко распространены двойные фамилии, состоящие из основной фамилии и добавления после неё через чёрточку прилагательного на -ski, указывающего на географическое происхождение человека, например в.-луж. Kubaš-Worklečanski — то есть Kubaš из Worklecy. В разговорной речи сохранились «фамилии, образованные от названий ворот», когда название хутора (указанного на воротах) добавляется к фамилии его владельца. Отдельную группу антропонимов образуют имена и фамилии апеллятивного происхождения с этимологическим эквивалентом в немецких антропонимах. Например, имя в.-луж. Jurij — нем. Georg, фамилия н.-луж. /в.-луж. Krawc — нем. Schneider. Сюда относятся двойные фамилии типа Schneider-Krawc. Мужские фамилии оканчиваются на согласный или на гласные -а и -о. В разговорной речи верхнелужицких сербов к фамилиям с окончанием на согласный нередко добавляется окончание -а: например, Koban — Kobanja.
Женские фамилии у замужних и незамужних женщин различаются. Если фамилия мужа оканчивается на согласный (а также при окончании в нижнелужицком языке мужской фамилии на -o), к ней добавляется суффикс -owa, например: в.-луж. Krawc — Krawcowa (н.-луж. Bato — Batowa). В разговорной речи этот суффикс часто заменяется суффиксом -ka с фамильярным оттенком (например: в.-луж. Šnajder — Šnajderka). В том случае, когда фамилия мужа оканчивается на -a (а также при окончании в нижнелужицком языке мужской фамилии на -o), добавляется суффикс -ina или -yna (например: в.-луж. Smoła — Smolina, Šleca — Šlecyna). Можно встретить и различные варианты фамилий: Hantuš/Hantuša — Hantušowa/Hantušina. Если фамилия мужа является прилагательным с корнем, оканчивающимся на -k, фамилия жены будет оканчиваться на -yna (например: в.-луж. Andricki — Andriccyna). В нижнелужицком языке к суффиксам может добавляться морфема -k (с эмоциональном оттенком): то есть -owka, -inka, -ynka (Grabina — Grabinka). Девичья фамилия образуется путём добавления к фамилии отца в верхнелужицком языке суффиксов -ec, -ic, в нижнелужицком -ojc, -ic, -yc (например: в.-луж. Hoša — Hošic).
Отчество образуется путём добавления в верхнелужицком языке суффиксов -ecy, -icy, в нижнелужицком -ojcy, -icy, -ycy (например: в.-луж. Nowotny — Nowotnecy).